# Obština Dimovo
Obština Dimovo (bulharsky Община Димово) je bulharská jednotka územní samosprávy ve Vidinské oblasti. Leží v severozápadním cípu Bulharska u Dunaje, u hranic s Rumunskem. Sídlem obštiny je město Dimovo, kromě něj zahrnuje obština 22 vesnic. Žije zde okolo 6 tisíc stálých obyvatel.

## Sídla
| - Arčar - Bela - Dălgo Pole - Dăržanica - Dimovo (sídlo správy) - Gara Orešec - Izvor - Jalovica | - Jaňovec - Karbinci - Kladorub - Kostičovci - Lagoševci - Mali Drenovec - Medovnica - Orešec | - Ostrokapci - Septemvrijci - Skomlja - Šipot - Vărbovčec - Vladičenci - Vodňanci |

## Sousední obštiny
| Růžice kompasu | Makreš      | Gramada        | Vidin   | Růžice kompasu |
| Růžice kompasu | Belogradčik | Sever          | Lom     | Růžice kompasu |
| Růžice kompasu | Belogradčik | Obština Dimovo | Lom     | Růžice kompasu |
| Růžice kompasu | Belogradčik | Jih            | Lom     | Růžice kompasu |
| Růžice kompasu |             | Čuprene        | Ružinci | Růžice kompasu |

## Obyvatelstvo
V obštině žije 5 361 stálých obyvatel a včetně přechodně hlášených obyvatel 6 331. Podle sčítáni 1. února 2011 bylo národnostní složení následující:
- Bulhaři: 5 393 (86.0 %)
- Romové: 816 (13.0 %)
- Turci: 5 (0.1 %)
- ostatní: 57 (0.9 %)